# Blast First
Blast First es una compañía discográfica independiente británica fundada en 1984 por Paul Smith, que distribuye, desde rock hasta música de vanguardia, en varios de sus aspectos musicales.
Es partidaria de la discográfica igual independiente Mute Records.

## Algunos artistas de la discográfica
- Band of Susans
- Big Black
- Butthole Surfers
- Dinosaur Jr.
- Glenn Branca
- Liars
- Sonic Youth
- The Afghan Whigs